# (6421) 1993 XS1
A (6421) 1993 XS1 a Naprendszer kisbolygóövében található aszteroida. Ueda Szeidzsi és Kaneda Hirosi fedezte fel 1993. december 6-án.